# Leucauge saphes
Leucauge saphes är en spindelart som beskrevs av Chamberlin och Ivie 1936. Leucauge saphes ingår i släktet Leucauge och familjen käkspindlar.
Artens utbredningsområde är Panama. Inga underarter finns listade i Catalogue of Life.